# Lev Gonov
Lev Gonov (en ruso: Лев Гонов; Sysert, 6 de enero de 2000) es un deportista ruso que compite en ciclismo en las modalidades de pista y ruta.
Ganó tres medallas en el Campeonato Europeo de Ciclismo en Pista, en los años 2020 y 2021. En los Juegos Europeos de Minsk 2019 obtuvo una medalla de oro en la prueba de persecución por equipos.

## Medallero internacional
| Juegos Europeos    | Juegos Europeos     | Juegos Europeos   | Juegos Europeos         |
| Año                | Lugar               | Medalla           | Competición             |
| ------------------ | ------------------- | ----------------- | ----------------------- |
| 2019               | Minsk (Bielorrusia) | Medalla de oro    | Persecución por equipos |
| Campeonato Europeo |                     |                   |                         |
| Año                | Lugar               | Medalla           | Competición             |
| 2020               | Plovdiv ( Bulgaria) | Medalla de oro    | Persecución por equipos |
| 2020               | Plovdiv ( Bulgaria) | Medalla de bronce | Persecución individual  |
| 2021               | Grenchen ( Suiza)   | Medalla de plata  | Persecución individual  |

## Palmarés
2019
- 1 etapa del Tour de Fuzhou
- Trofeo Ayuntamiento de Zamora

2020
- 1 etapa de la Vuelta a la Provincia de Valencia

2023
- 2.º en el Campeonato de Rusia Contrarreloj
- 1 etapa de los Cinco Anillos de Moscú

2024
- Trofeo Guerrita
- 2.º en el Campeonato de Rusia Contrarreloj
- Tour de Szeklerland, más 1 etapa

2025
- 1 etapa del Tour de Turquía